# Oswald Blassnig
Oswald Blassnig (* 27. August 1948 in Lienz) ist ein pensionierter österreichischer Lehrer und Schuldirektor.

## Leben
Blassnig stand im Tiroler Schuldienst. Daneben war er als Literat tätig und erhielt für seine Buchveröffentlichungen mehrere Literaturpreise. Weiter spielt er Orgel, Klavier, Akkordeon und ist bildnerisch als frei schaffender Künstler tätig. Ehrenamtlich arbeitet er als Koch (LAP) im Franziskanerkloster in Lienz.

## Schriften
- Mit Verlaub, Herr O! – München : Vindobona, [2017], OCLC 1030303564
- Zusammenläuten: Textsaat – Frankfurt, M. : August von Goethe Literaturverlag, 2009, OCLC 463791135
- Ignaz, der Landstreicher – Thaur, Tirol : Österreichischer Kulturverlag, 1987
- Wie ein stiller Löwe – DV Thaur, 1997, ISBN 3-85400-037-5
- Da und dort präsentiert Orts- und Reisebilder der Lienzer Wandzeitung, sowie Beiträgen aus den Christoph-Zanon-Literaturwettbewerben 2000, 2002 und 2004 (Mitautor: Uwe Ladstädter), 2006, OCLC 145624024

## Auszeichnungen
- 1981 Christentum und Weltveränderung.[2]
- 1988 Adolf-Schärf-Fonds zur Förderung von Wissenschaft und Kunst.
- 2000 Christoph Zanon-Literaturpreis.[3]
- 2001 Gedicht-Wettbewerb der Nationalbibliothek des deutschsprachigen Gedichtes.[4]
- 2021 Schwazer Silbersommer, Thema „Kaum zu glauben“, 1. Preis